# Gálffy Mózes
Gálffy Mózes (Nagyszeben, 1915. július 13. – Budapest, 1988. július 23.) romániai magyar nyelvész.

## Életpályája
Középiskolai és egyetemi tanulmányait Kolozsvárt végezte (1939), ugyanitt az Unitárius Kollégiumban a magyar nyelv és irodalom tanára (1940–41), majd az Erdélyi Tudományos Intézet munkatársa (1942–44). Adjunktus, 1956-tól előadótanár a Bolyai Tudományegyetem, majd a Babeș–Bolyai Tudományegyetem magyar nyelvészeti tanszékén, 1970-től nyugalomba vonulásáig tíz éven át professzor.
Fő kutatási területe a magyar nyelvjárástan volt. Foglalkozott névtani kutatással is. Nyelvföldrajzi gyűjtőmunkát végzett Kalotaszegen, a Fekete-Körös völgyében, a moldvai csángók között és a Székelyföldön. Ebből az anyagból szerkesztette meg Szabó T. Attilával és Márton Gyulával a Csángó nyelvatlaszt és Márton Gyulával a Székely szóföldrajzi szótárt (mindkettő kéziratban).  Az erdélyi magyar nyelvjárások témaköréből írta szaktanulmányait a szakfolyóiratokba (Nyelv- és Irodalomtudományi Közlemények, Studia Universitatis Babeș–Bolyai, Series Philologica, Cercetări de lingvistică). Kiemelkedik tanulmánya a kalotaszegi Magyarbikal népnyelvének névszótöveiről (Magyar Népnyelv, IV, Debrecen, 1943), a Bolyai Tudományegyetem magyar nyelvészeti tanszékének nyelvjáráskutató munkájáról a Magyar Autonóm Tartományban (A V. Babeș és Bolyai Egyetemek Közleményei, Társadalomtudományi Sorozat 1956/1–2) s egy mutatvány Csík és Gyergyó tájnyelvi atlaszából (Márton Gyulával, NyIrK 1957/1–4). A Iorgu Iordan-emlékkönyvben (1958) Principii în cercetarea sistemului fonetic al dialectelor című tanulmányával szerepel. Az Igaz Szóban a szótárak és a választékos nyelvhasználat (1965/1), majd a szövegszerkesztés, ill. szövegelemzés (1980/11) kérdéséről értekezett; nyelvészeti szakcikkeket közölt a Korunk, Utunk, Tanügyi Újság hasábjain.
Mint a mai magyar nyelv egyetemi előadója 1948-ban társszerzőként lényeges szerepet vállalt az anyanyelvi oktatás korszerű megalapozásában a VI, VII és XI. osztályok számára készült Magyar nyelvtan megírásával. A Helyesírási tájékoztató (1969) és a Magyar helyesírási szótár (1978) című romániai kiadványok munkatársa. Lényegbevágóan szólt hozzá a többállítmányú egyszerű és a mellérendelő összetett mondatokat elhatároló vesszőhasználat vitájához (Magyar Nyelv, Budapest, 1981/4).
Élénken foglalkoztatta a romániai magyar nyelvművelés. Rövid közleményeivel jelen volt a napi- és hetilapokban, s Anyanyelvünk művelése címen (1975) számos munkatárs nyelvművelő cikkeit szerkesztette kötetté.

## Munkái

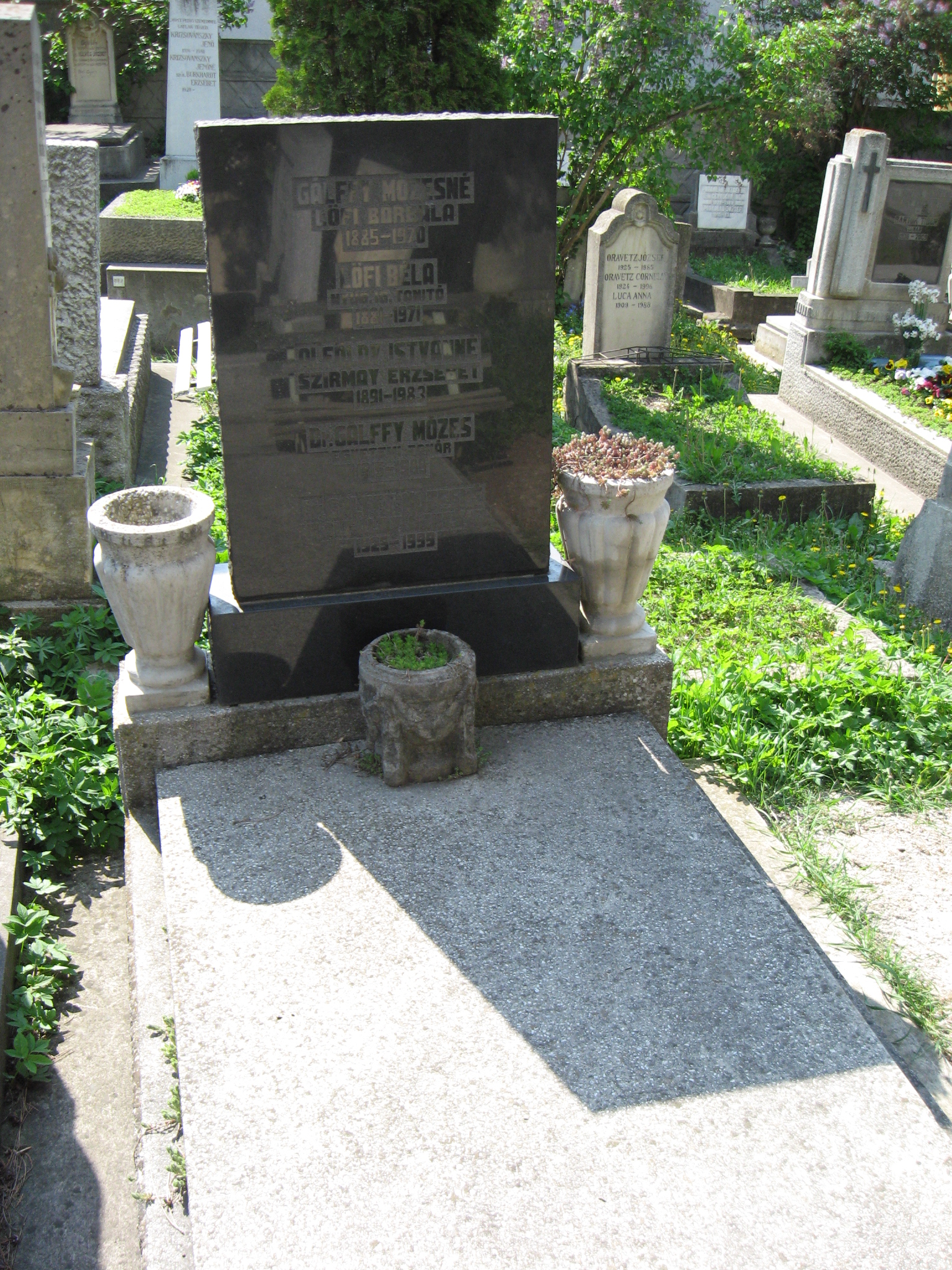
Sírja a Házsongárdi temetőben

- A kalotaszegi Magyarbikal népnyelvének népszótövei; s. n., Kolozsvár, 1943 (Dolgozatok a M. Kir. Ferenc József Tudományegyetem Magyar Nyelvtudományi Intézetéből)
- Keresztneveink becéző alakjai a Borsavölgyében (Kolozsvár, 1944)
- Huszonöt lap „Kolozsvár és vidéke népnyelvi térképé”-ből (Márton Gyulával és Szabó T. Attilával, Kolozsvár, 1943, Erdélyi Tudományos Füzetek 153.)
- Mai magyar nyelv I–III. (egyetemi jegyzet, Szabó Zoltánnal, Kolozsvár, 1958)
- Gálffy Mózes–Márton Gyula: Tájszók Kalotaszegről és környékéről; : Universitatea, Cluj, 1965 (Studii de lexicologie)
- A mai magyar nyelv kézikönyve (Balogh Dezsővel és J. Nagy Máriával, 1971)
- Nyelvi forma – nyelvi érték. Alak- és mondattani elemzések (1972)
- Torjai szójegyzék (Nemes Zoltánnéval és Márton Gyulával, Sepsiszentgyörgy, 1974)
- Anyanyelvünk művelése (cikkek és tanulmányok, szerk. Murádin Lászlóval, 1975)
- Székely nyelvföldrajzi szótár; összeáll. Gálffy Mózes, Márton Gyula; Akadémiai, Bp., 1987
- Székelyföldi tájszók; Magyar Nyelvtudományi Társaság, Bp., 1987 (A Magyar Nyelvtudományi Társaság kiadványai)
- Magyarói nyelvjárási tanulmányok; szerk. Murádin László]; EME, Kolozsvár, 2005 (Erdélyi Tudományos Füzetek 255.)